# عشای ربانی با تشریفات کامل
مراسم عشای ربانی با تشریفات کامل (لاتین: missa solemnis) یک مراسم مذهبی در کلیسای کاتولیک است که با شکوه و تشریفات خاصی برگزار می‌شود. این مراسم در مقایسه با مراسم عشای ربانی معمولی، با حضور بیشتر روحانیون، سرودهای مذهبی گروه کر، و استفاده از پوشاک و ظروف خاص مذهبی همراه است.
در این مراسم، کشیش اصلی (Celebrant) توسط یک شماس (Deacon) و یک خادم محراب (Subdeacon) همراهی می‌شود. آنها لباس‌های خاصی می‌پوشند و از ظروف و اشیاء مذهبی ویژه‌ای مانند صلیب، شمعدان‌ها و بخوردان استفاده می‌کنند. گروه کر نیز در طول مراسم سرودهای مذهبی را اجرا می‌کند که به شکوه و معنویت مراسم می‌افزاید.
مراسم عشای ربانی با تشریفات کامل معمولاً در مناسبت‌های خاص مذهبی مانند اعیاد مهم، جشن‌های مذهبی و مراسم تشییع جنازه برگزار می‌شود. این مراسم نشان‌دهنده اهمیت و احترام خاصی است که کلیسای کاتولیک برای این مناسبت‌ها قائل است.
اگرچه امروزه مراسم عشای ربانی با تشریفات کامل کمتر رایج است، اما همچنان در برخی کلیساها و مناسبت‌های خاص برگزار می‌شود و نمایانگر سنت و شکوه مراسم مذهبی در کلیسای کاتولیک است.